# Dentelles de Montmirail

Karte von Dentelles de Montmirail

Die Dentelles de Montmirail sind eine aus mehreren kleinen, parallelen und allesamt von Südwest nach Nordost ausgerichteten Bergkämmen bestehende Felsenlandschaft in Südfrankreich im Département Vaucluse, südlich der Stadt Vaison-la-Romaine und westlich des wesentlich höheren Mont Ventoux. Nordwestlich der Dentelles fließt die Ouvèze in einem weiten Bogen in die Rhone.

## Etymologie
Dentelles heißt übersetzt Spitzen (wie in gehäkelten oder geklöppelten Spitzen) und spielt auf die scharfe und spitze, oftmals von Felsenfenstern durchbrochene, Form der zahlreichen kleinen Gipfel an. Montmirail kommt vom lateinisch mons mirabilis.

## Geographie
Der Ursprung dieser Berge ist eine Kalksteinschicht, die in der Zeit des Jura in nahezu senkrechte Lage gedrückt und in der Folgezeit durch Erosion geformt wurde.
Die Kettenfolge beginnt im Südwesten mit dem Grand Montmirail (542 m), dann, getrennt durch den Col d’Alsau, folgen die Dentelles Sarrasines mit dem Rocher du Turc (592 m), und wiederum durch den Col du Cayron (396 m) getrennt, Le Cayron (526 m) und Les Trois Yeux (535 m). Abgeschlossen werden die Dentelles de Montmirail im Nordosten durch ihre höchste Erhebung, die Crête de Saint-Amand mit einer Höhe von 722 m.
Die sich über nur etwa 8 km erstreckenden Dentelles de Montmirail sind bei Wanderern und Felskletterern gleichermaßen beliebt. Insgesamt gibt es über 600 Routen  in allen Schwierigkeitsgraden, sowohl kurze, Einseillängenrouten und auch Mehrseillängenrouten von bis zu 90 Metern. Geklettert werden kann sowohl an der Nord- als auch an der Südseite, damit ist klettern ganzjährig möglich. Im gleichen Tal gibt es auch noch einige kleinere Klettergärten, die als Übungsgelände für Anfänger sehr beliebt sind. Es gibt ausgeschilderte Wanderrouten und Radtouren.
Am Fuß der Dentelles liegen auf der Westseite zur Rhone hin die bekannten Weinorte Séguret, Sablet, Gigondas, Beaumes-de-Venise und Vacqueyras. Südlich der Dentelles de Montmirail in der Gemeinde Beaumes-de-Venise liegen die prähistorischen Grottes d’Ambrosi, und die romanische Kapelle Notre-Dame d’Aubune.

## Flora und Fauna
Die Vegetation besteht hauptsächlich aus immergrünen Arten. Neben den verschiedenen Eichenarten findet man hier auch Stechwinden und die Wilde Pistazie an ihrer nördlichen Verbreitungsgrenze. Im Frühling blühen eine Vielzahl von Schwertlilien (Iris nains), gefolgt von Binsenlilien und Französischem Lein.
Die Weißbartgrasmücke lebt bevorzugt in den Steineichenwäldern, wohingegen Provence- und Samtkopf-Grasmücke sehr anpassungsfähig sind. Die hohen Felswände beherbergen die klassischen Vogelarten der mediterranen Kalksteinfelsen. Ein paar Schmutzgeier nisten noch hier, aber nach dem Verschwinden des Habichtsadlers ist der Uhu der einzige bedeutende Raubvogel des Massivs. Im Winter kann man an den Wänden den flatternden Flug des Mauerläufers beobachten, ein Alpenvogel, der die warmen Felsen des kleinen provenzalischen Massivs zur Überwinterung aufsucht.